# Джузеппе Арчімбольдо

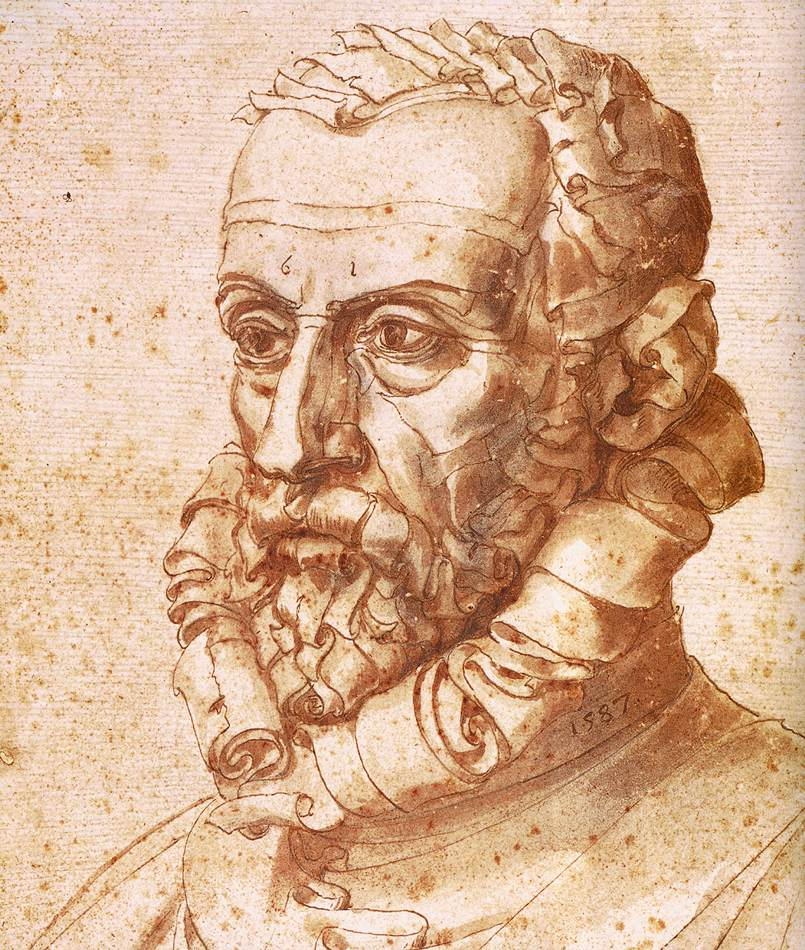
Автопортрет: Арчімбольдо зображений складеним з пергаменту (1587)

Джузе́ппе Арчімбо́льдо (італ. Giuseppe Arcimboldo) (1527, Мілан — 1593, Мілан) — італійський художник-маньєрист, придворний портретист, декоратор, розробник карнавальних костюмів, організатор урочистих церемоній і фахівець з мистецтв у Габсбургів — Максиміліана II і Рудольфа II.
За життя Арчімбольдо прославився портретами, що складаються із зображень овочів, фруктів, квітів тощо. Багато сучасників імітували його стиль.

## Життєпис

### Ранні роки
Джузеппе Арчімбольдо народився в Мілані 1527 року в родині художника Б'яджо Арчімбольдо і Чіари Парізі. Його батько розписував Міланський собор і дружив з родиною живописців Луїні, яка зберігала рукописи та малюнки Леонардо да Вінчі. З дитинства Джузеппе зацікавився живописом і навчився малювати від батька. Він допомагав художникам, штукатурам, вітражникам і шпалерникам в майстернях рідного міста.
У віці 22 років, коли він вперше згадується в анналах соборних майстерень, Джузеппе активно працював разом з батьком. Він виконував картони, що зображали легенди з життя святої Катерини Александрійської та Старого Заповіту. Через два роки, в 1551, художника помітив Фердинанд Чеський, котрий проїжджав через Мілан. Він замовив у Арчімбольдо гербові щити. Згодом Б'яджо помер, Джузеппе продовжив його справу, зайнявся ескізами і розмальовуванням вітражів. Водночас він виконував малюнки для гербових щитів і прапорів для собору і міської влади, а також для декількох високопоставлених міланських аристократичних сімей. Разом зі своїм другом Джузеппе Меда створив «Знамено святого Амброджо» — військову хоругву з емблемами міста і святого. Він отримав настійливі запрошення від імператора Фердинанда I й врешті переїхав до Відня. Сам Фердинанд I полюбляв розкіш, оточував себе митцями й меценатами і шукав по всій країні талановитих людей.

### На службі в Габсбургів
На службі в імператора Джузеппе виконав низку родинних портретів і серію картин «Пори року». Він сприймався товаришами як людина з універсальною ерудицією і дуже розвинутим творчим генієм. У 1564 році на трон зійшов Максиміліан II, при його дворі Арчімбольдо зайнявся організацією турнірів, урочистостей, створенням декорацій та картин. Монарх призначив йому постійну плату — 20 флоринів щомісяця і додатково щедро винагороджував за картини, які особливо подобалися імператору. Митець став головним радником з мистецтв і кількаразово отримував доручення щодо поїздок в Італію, щоб привезти твори мистецтва для колекції Максиміліана. Так, у 1566 році імператор доручив знайти і привезти з Італії античні скульптури. З 1568 року Арчімбольдо став відомим як «майстер урочистостей». Зокрема він намалював у 1570 році декорації до турніру, відкритого у Празі з нагоди одруження Єлизавети Австрійської, дочки Максиміліана II, з королем Франції Карлом IX. Наступного року організував у Відні урочистості з нагоди одруженням ерцгерцога Карла Австрійського, брата імператора. Арчімбольдо в цей час вигадував карнавальні костюми, малював картини на подарунки вельможам. Зокрема «Чотири пори року», замовлені Максиміліаном у 1573 році для подарунку курфюрстові Августу Саксонському, за які отримав величезну винагороду — 65 рейнських флоринів. Перед смертю Максиміліан II виплатив Арчімбольдо як своєму вірному слузі й другу 1200 флоринів і нагородив почестями. Визнаний законним спадкоємцем позашлюбний син імператора, Рудольф II, зайнявши трон у 1576, залишив Джузеппе Арчімбольдо при дворі.
Рудольф продовжив колекціювання творів мистецтва, тому доручив Арчімбольдо відшукати нові експонати, щоб прикрасити свою нову резиденцію в Празі. У 1580 році Джузеппе отримав титул дворянина. Через два роки, в 1582, митець їздив по Баварії в пошуках предметів античності, а також творів мистецтва і тварин, привезених з Нового Світу. Арчімбольдо отримав завдання зі збереження і поповнення колекції природних див і творів мистецтва, паралельно продовжив малювати полотна, замовлені імператором і його двором. На службі в Рудольфа II винайшов спосіб запису музики кольоровими позначками, гідравлічні машини, механізми для фонтанів, власний шифр.

### Повернення до Мілану
Після 11 років на службі в Рудольфа II Арчімбольдо звернувся до монарха з проханням дозволити йому повернутися в Мілан через похилий вік. Імператор неохоче дозволив це, але художник формально лишився на службі. У 1587 році він повернувся до рідного міста, отримавши 1500 флоринів і постійну плату. Картини «Флора» і «Портрет Рудольфа II в образі Вертумна» Джузеппе відіслав до Праги, де монарх визнав їх особливо видатними. У 1592 році імператор винагородив Арчімбольдо титулом пфальц-графа.
Наступного року, 11 липня 1593, Джузепе Арчімбольдо помер у віці 66 років. У поховальному реєстрі Мілана причиною смерті було вказано камені в нирках. Похований у церкві Сан П'єро делла Віна.

## Творчість
Арчімбольдо здебільшого малював картини на полотні. Іноді за основу бралося дерево, дошки з тополі з горизонтальними волокнами. Художник використовував світлий і густий ґрунт, виконував багатий і точний підготовчий малюнок. Арчимбольдо постійно покращував свої композиції, вносячи численні виправлення.
Є думка, що більшість картин були написані між 1564 та 1576 роком, але невелика кількість з них відома нам. Збереглося порівняно мало робіт Арчімбольдо: частіше — це портрети по груди, у профіль, менше — у фас. Це передусім алегоричні зображення, складені з фруктів, овочів, квітів, тварин, або ж — музичних та інших інструментів. Обличчя стилізовані, дуже вправне компонування цих елементів у просторі створює ефект форми обличчя та світлотіні. Такими є, наприклад, алегорія сезонів: «Літо» та «Зима», 1563 (Музей історії мистецтв, Відень), «Весна» (Академія Сан-Фернандо, Мадрид); стихій — «Вогонь», 1566 та «Вода», у Музеї історії мистецтва у Відні. Також Арчімбольдо прославився картинами-перевертнями, де якщо перевернути композицію, виникає зовсім інший образ. Так, «Кухар» показує лице, складене з запеченої дичини, а перевернуте, воно набуває вигляду простої страви.
Арчімбольдо був досить популярним свого часу, чим пояснюється безліч копіювань та підробок його стилю. Такі гротескні композиції поширилися в XVIII і XIX століттях по всій Європі, особливо в формі портретів політиків і можновладців. Картини-перевертні здебільшого використовувалися надалі як карикатури політиків.
У XX столітті, тим паче з появою сюрреалізму, цей митець став модним. Арчімбольдо навіть оголосили класиком маньєризму.

## Галерея

### Чотири пори року

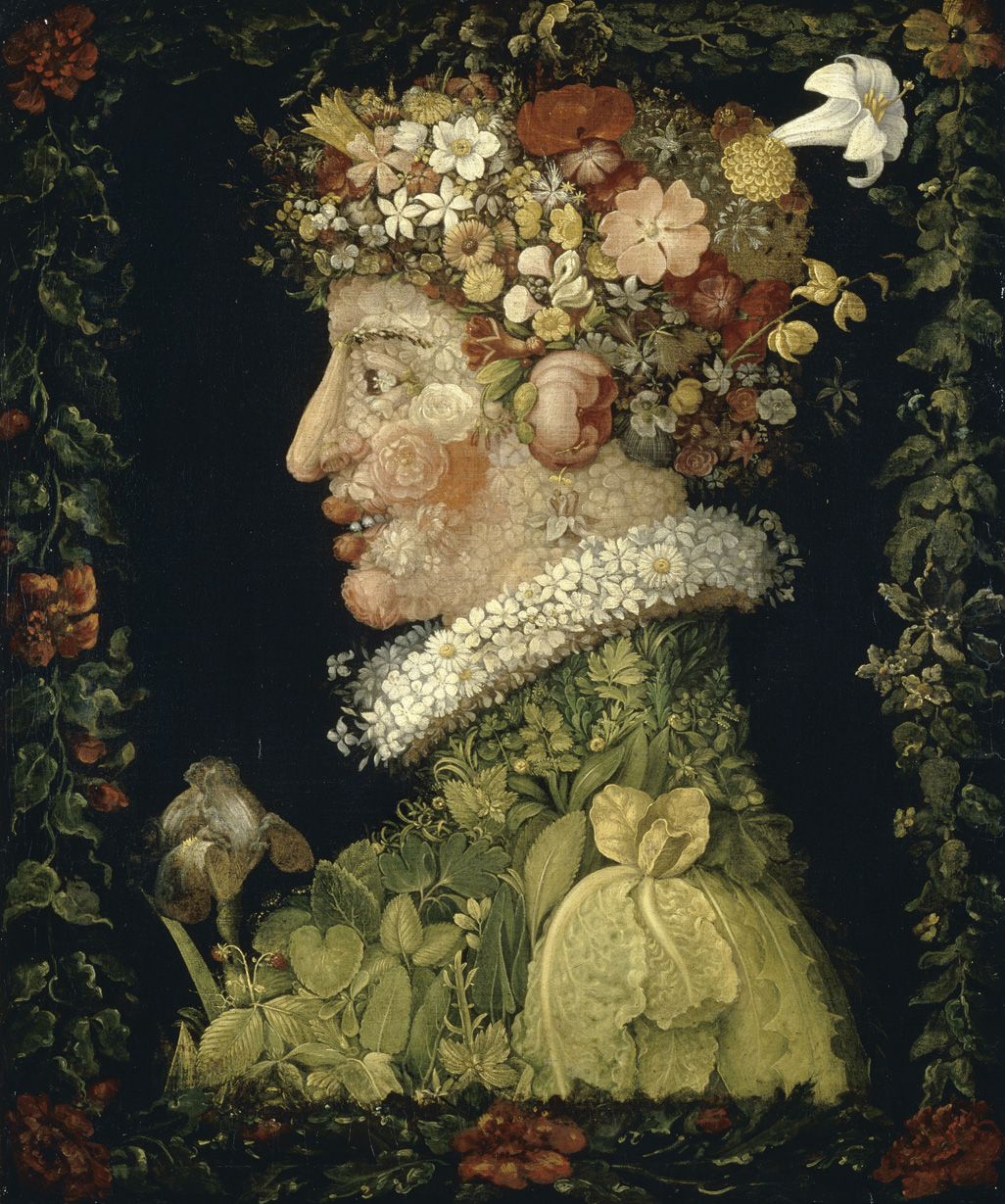
Весна, 1573
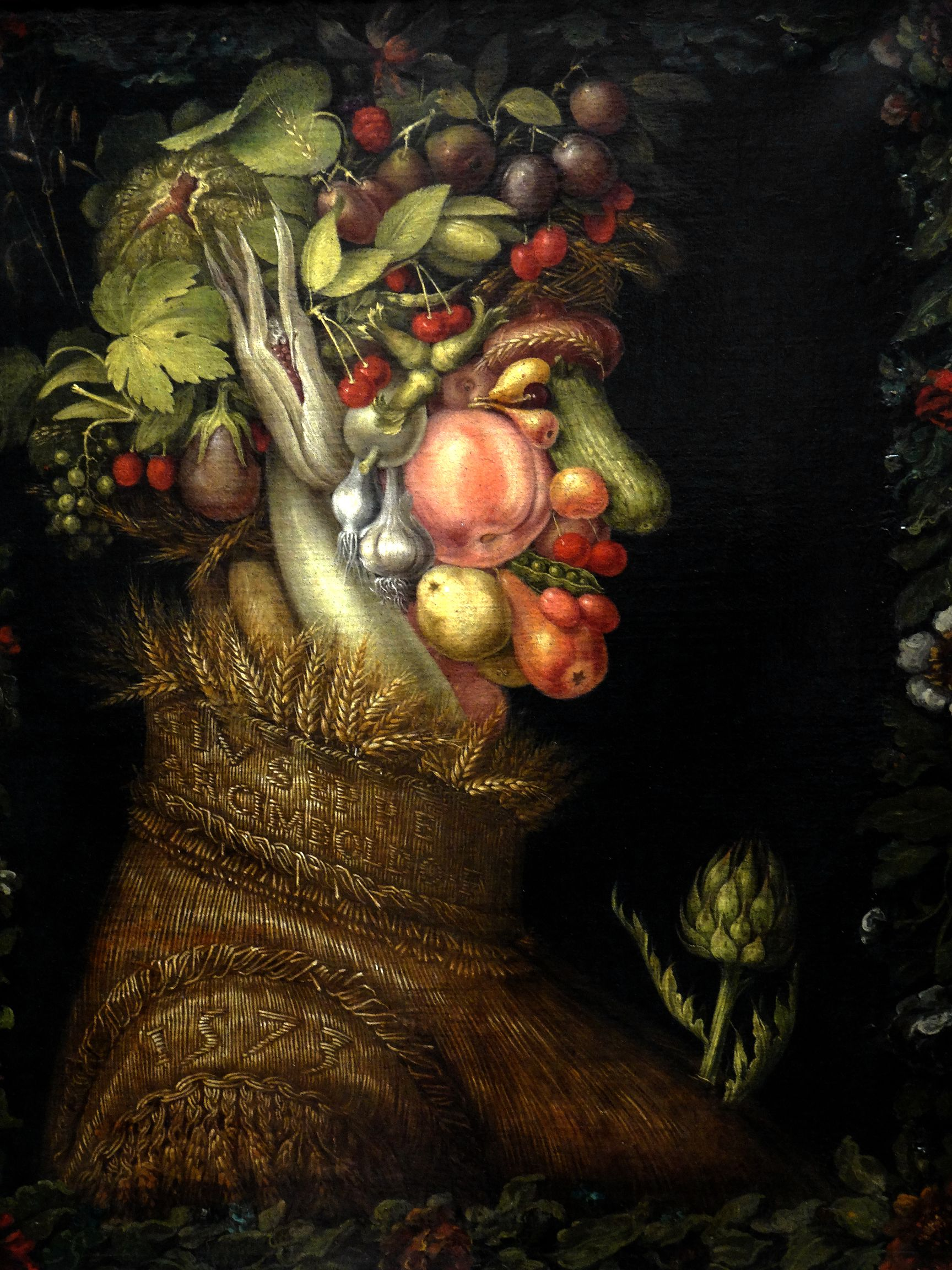
Літо, 1573.
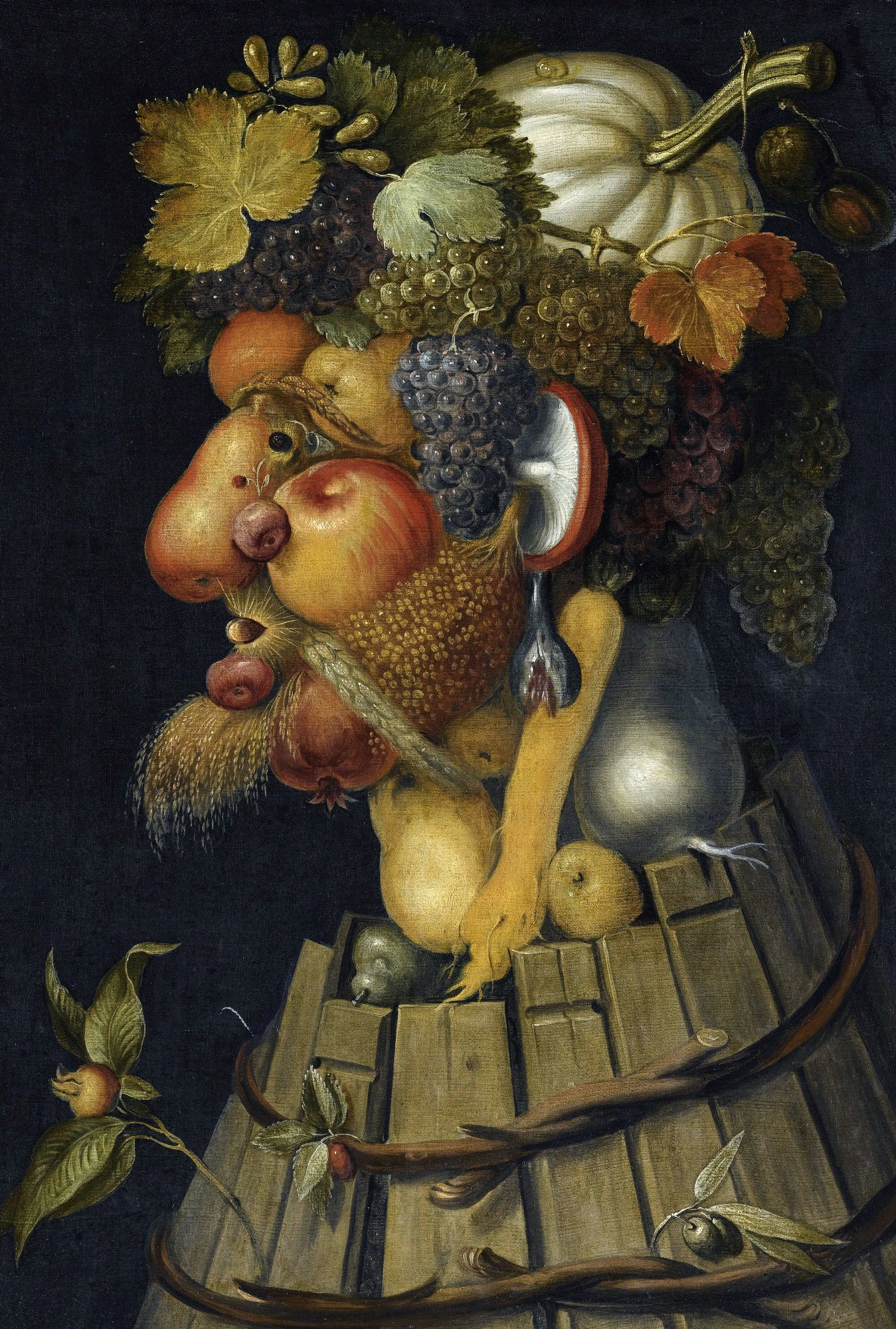
Осінь, 1573.
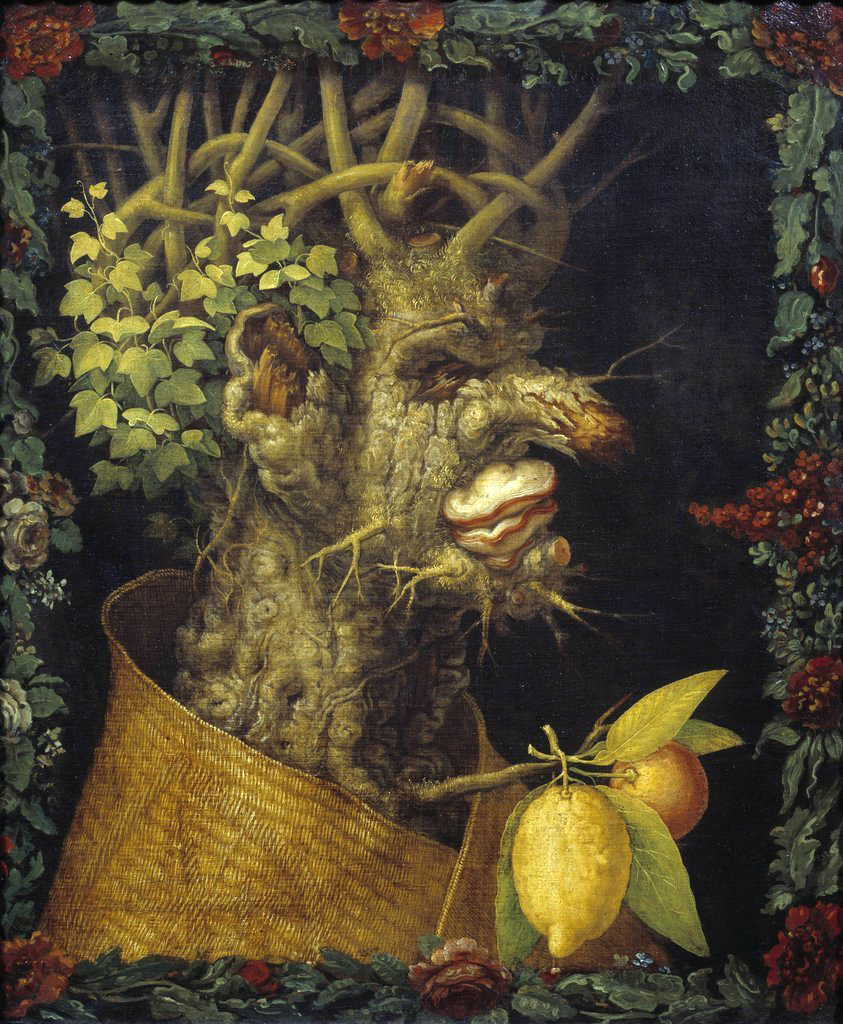
Зима, 1573.

### Чотири стихії

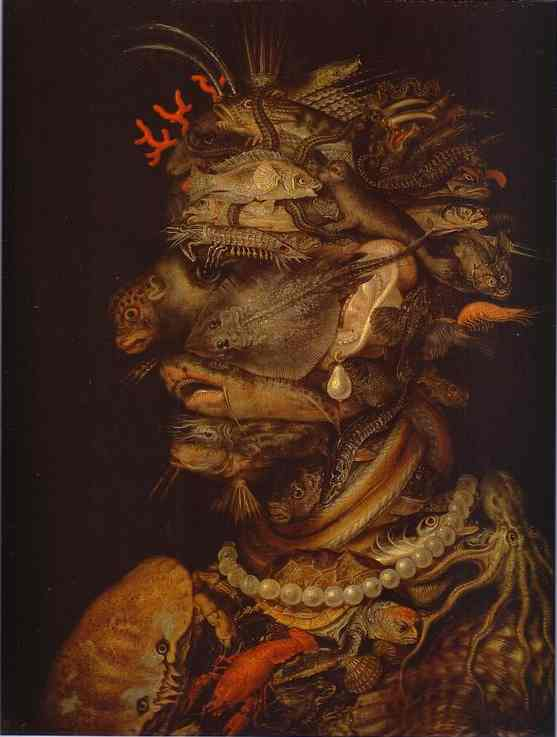
Вода, 1566
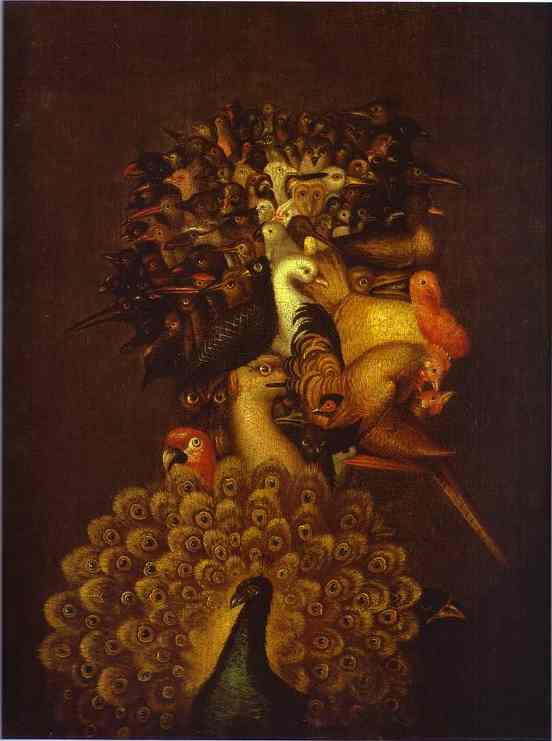
Повітря, близько 1566
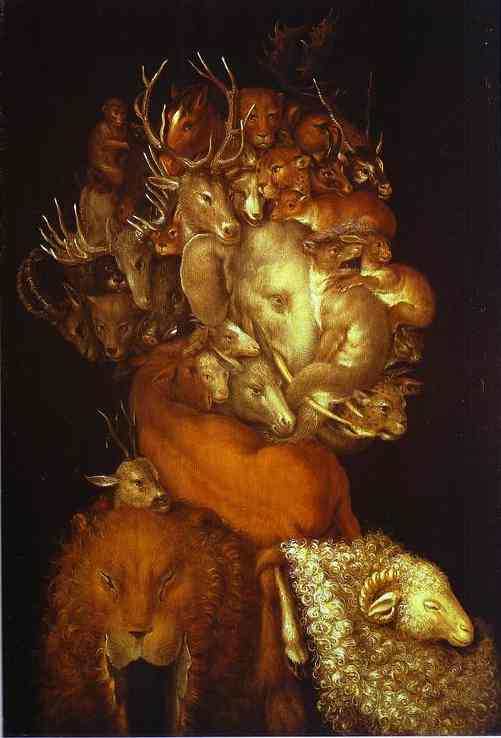
Земля, 1570
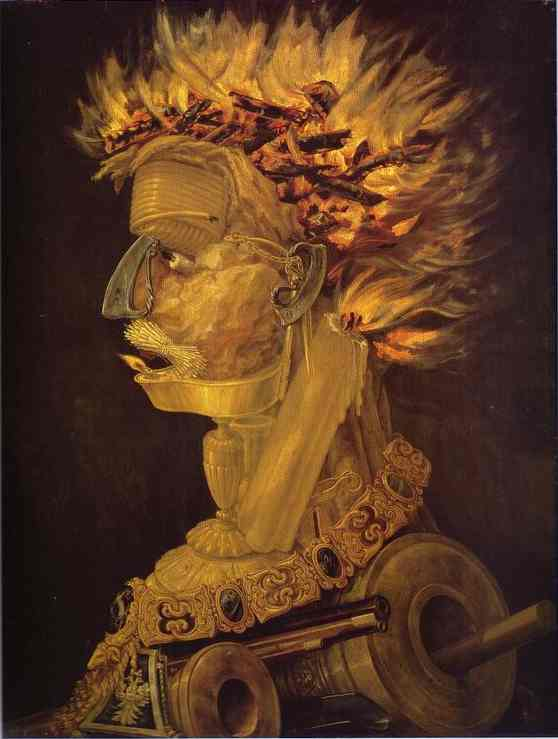
Вогонь, 1566

### Інші відомі роботи

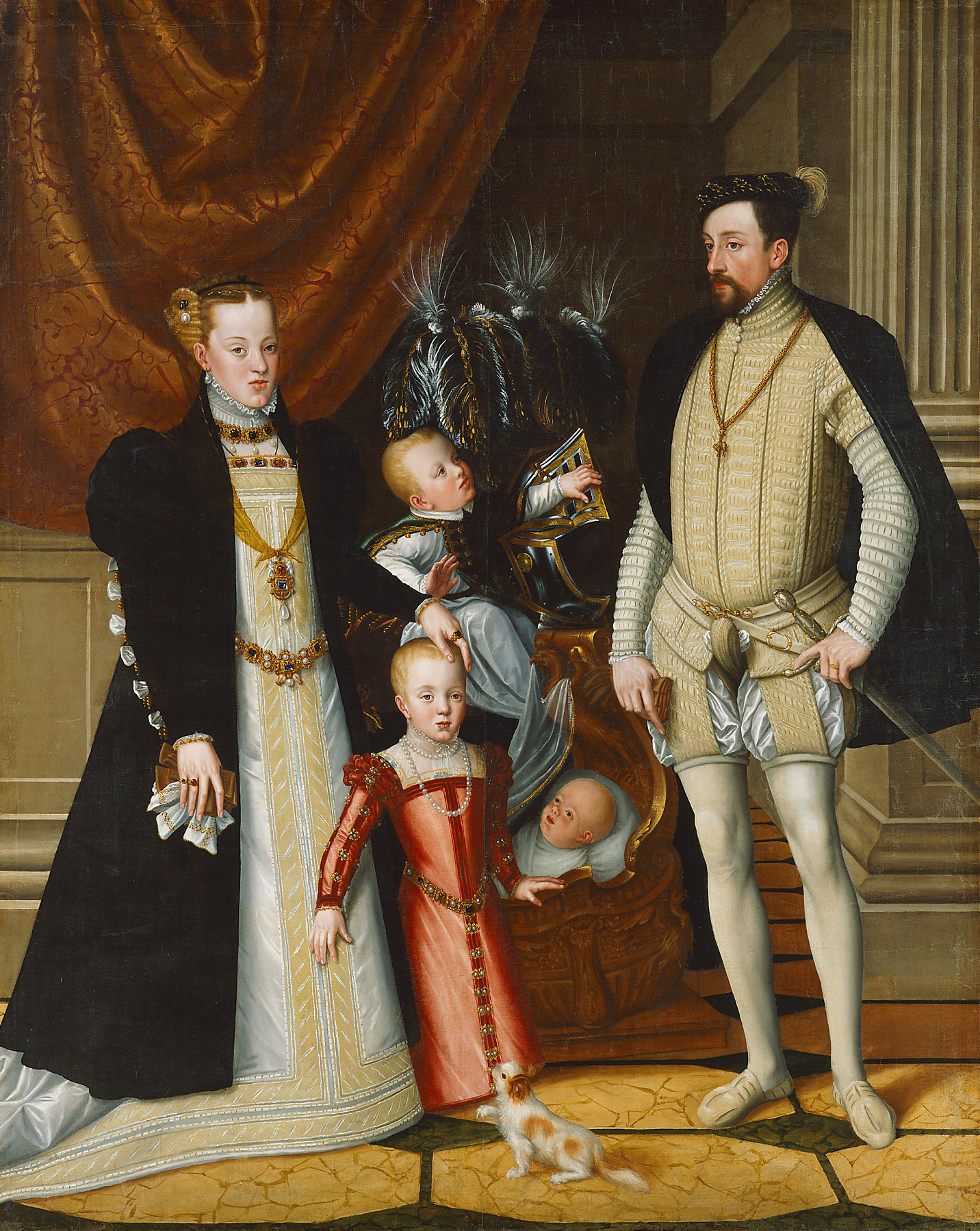
Максиміліан II з родиною, 1553-54
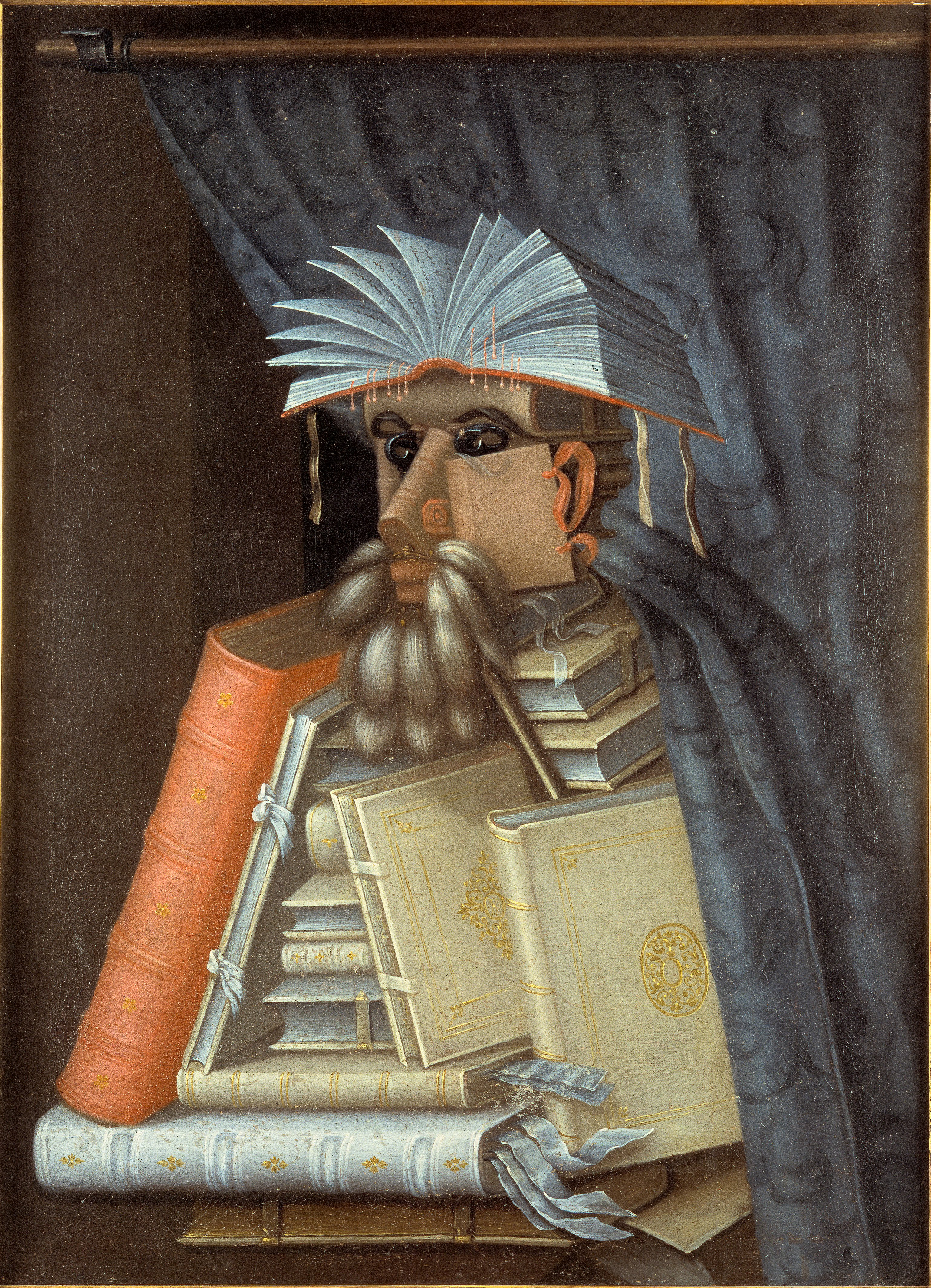
Бібліотекар, 1562
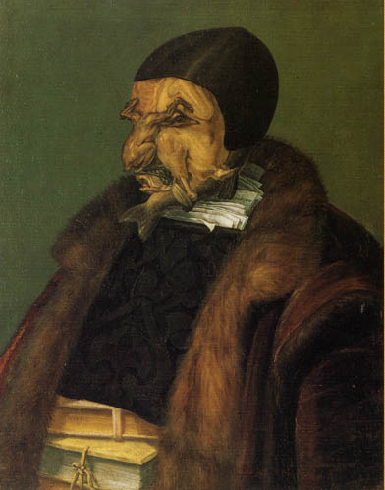
Юрист, 1566
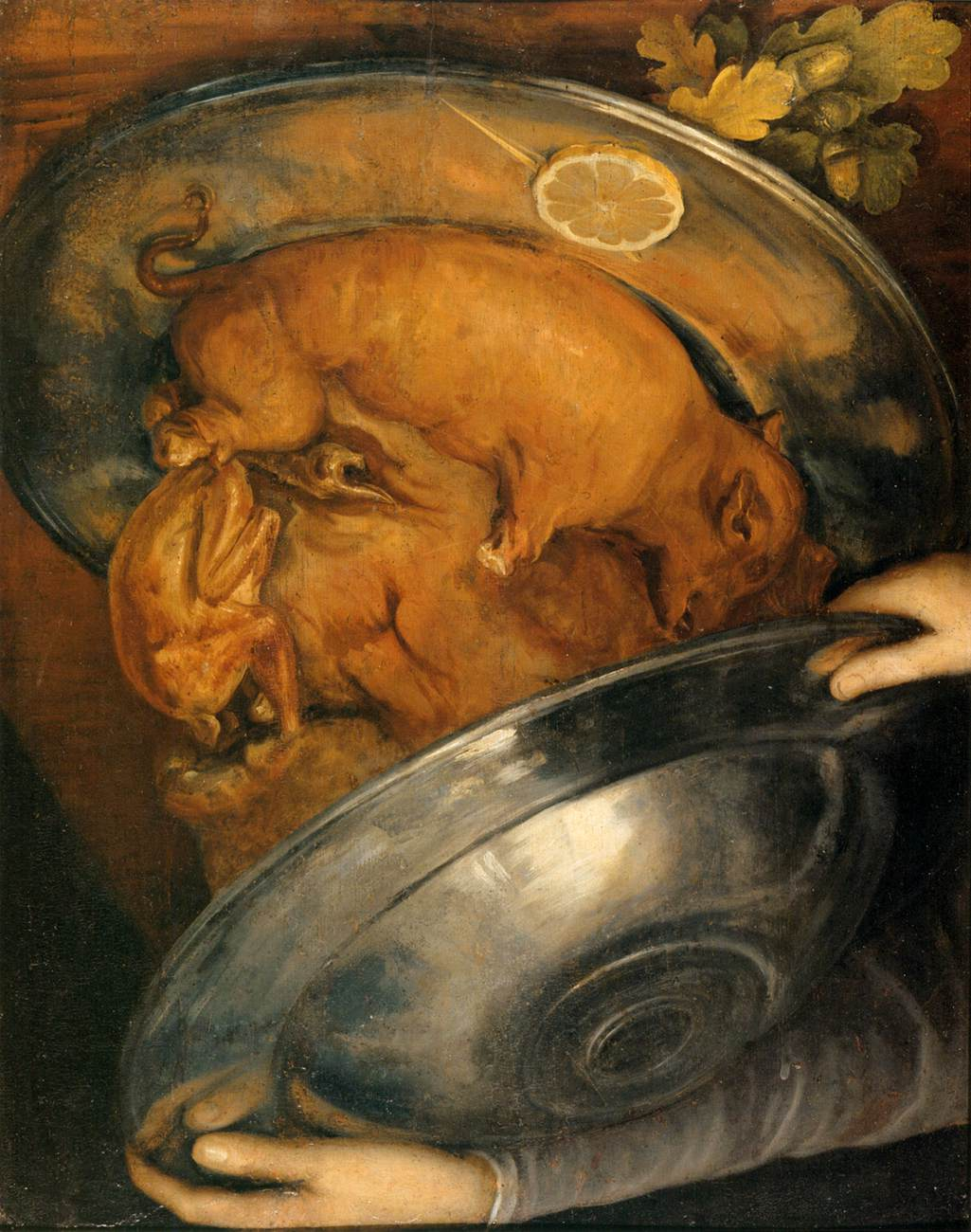
Кухар, 1570
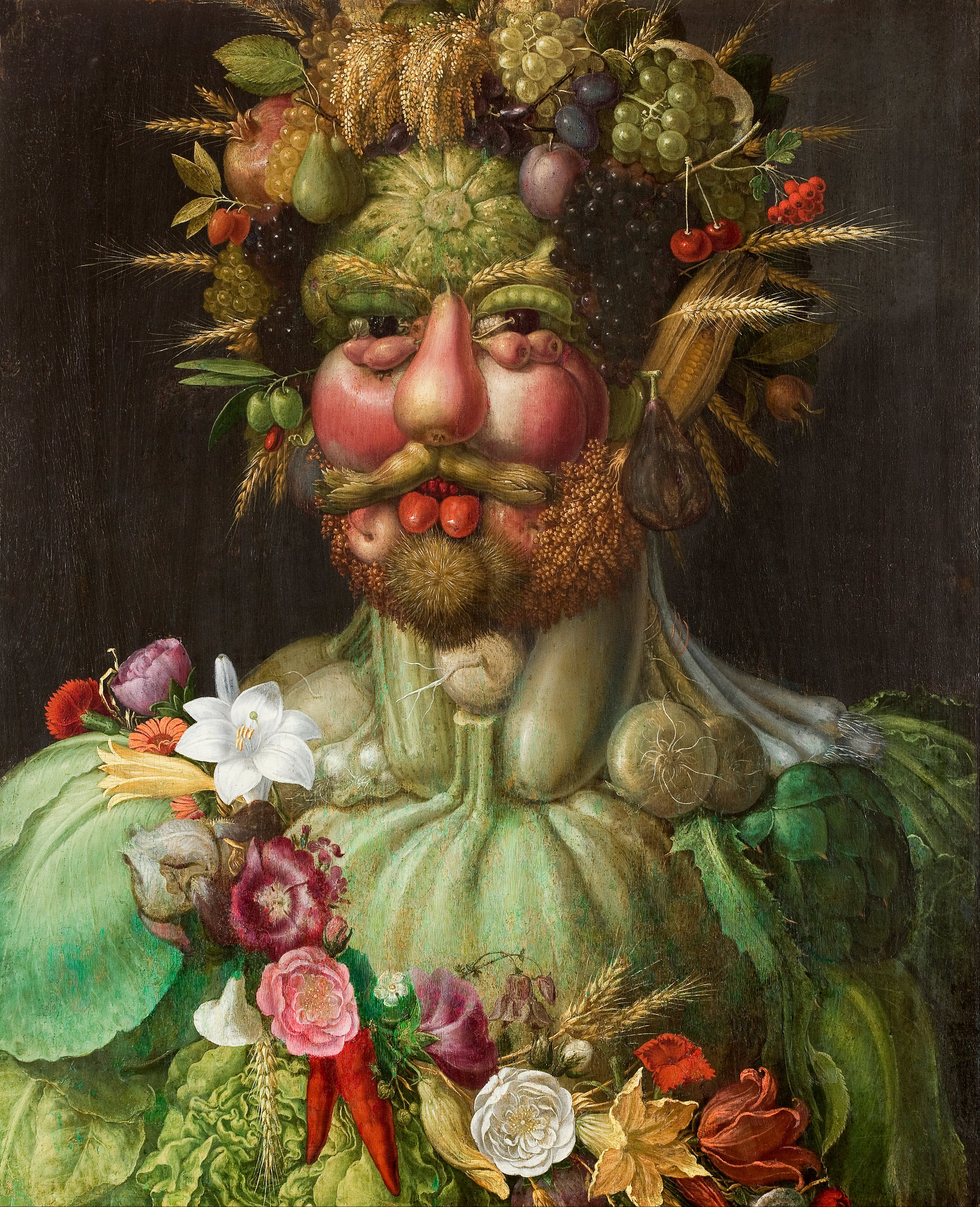
Рудольф II в образі Вертумна
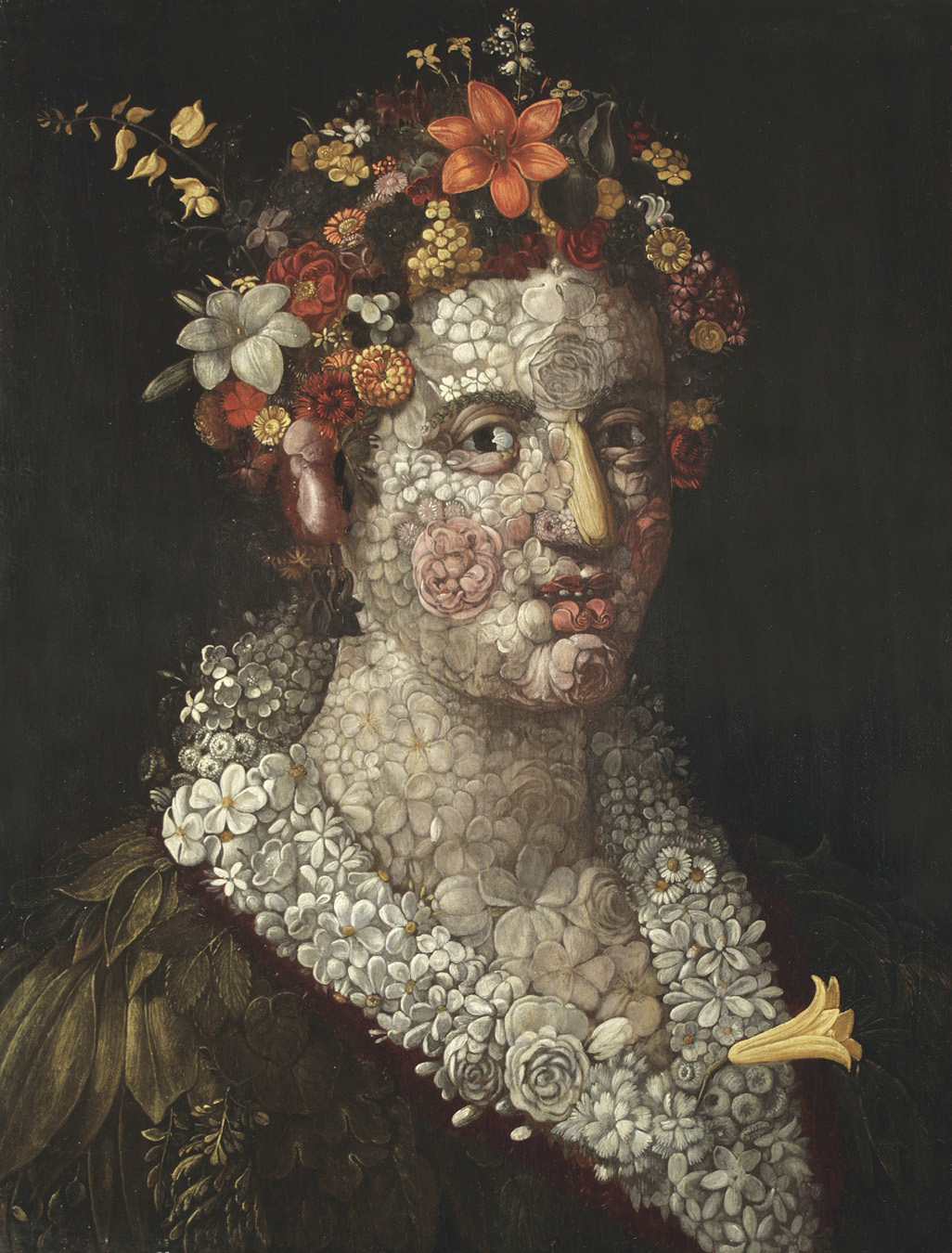
Флора, 1591

### Ескізи та вправи

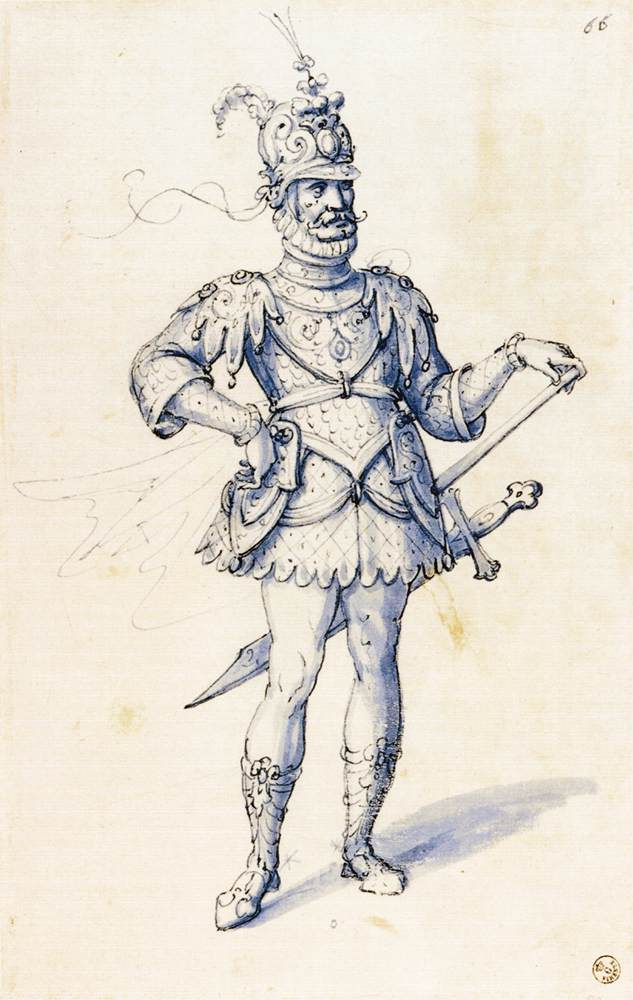
Костюм лицаря, 1585
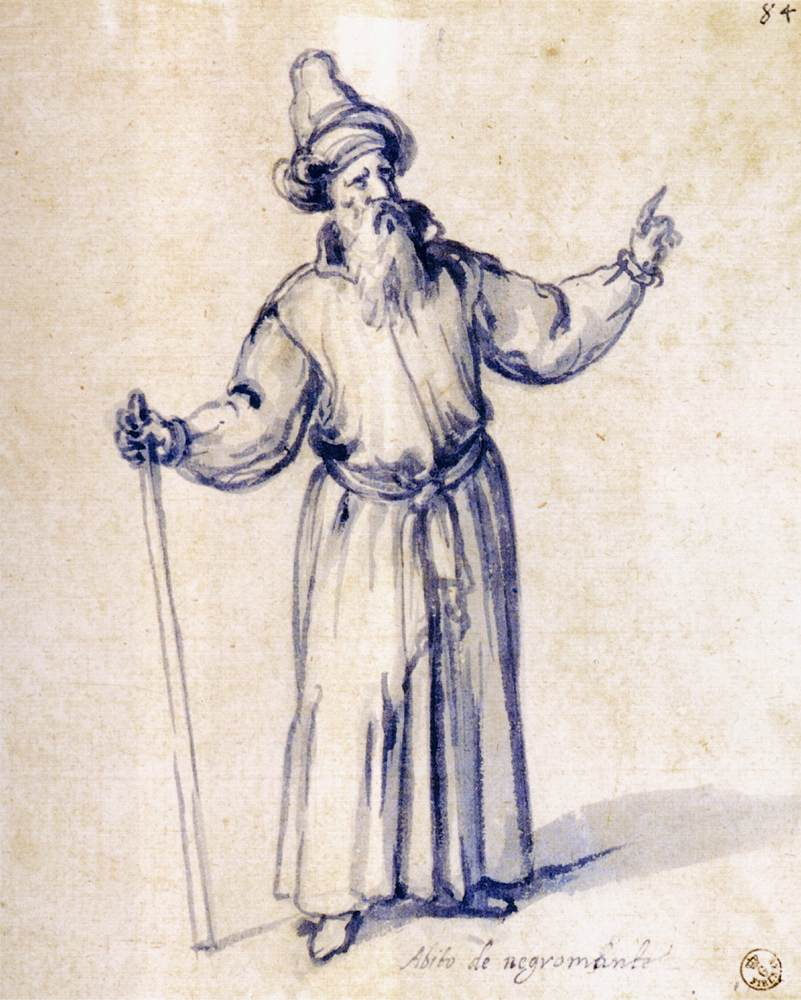
Костюм некроманта, 1585
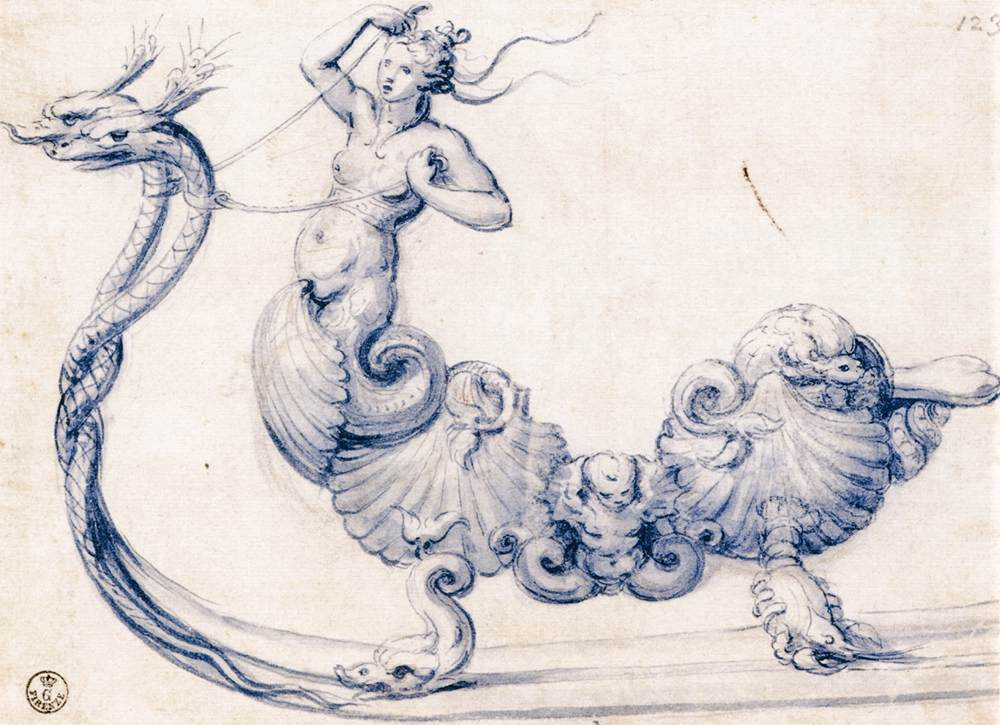
Сани з фігурами сирен, 1585
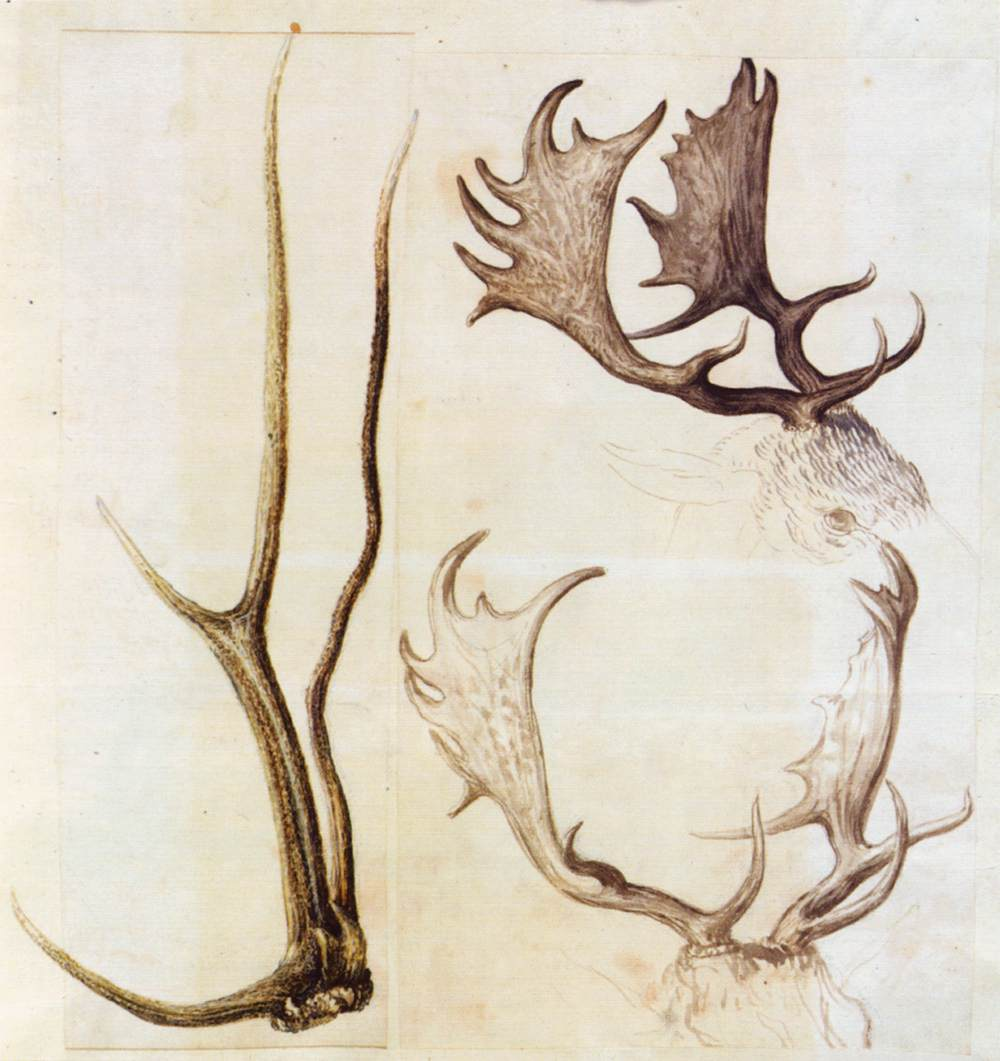
Вправи з малювання природи, друга половина XVI ст.
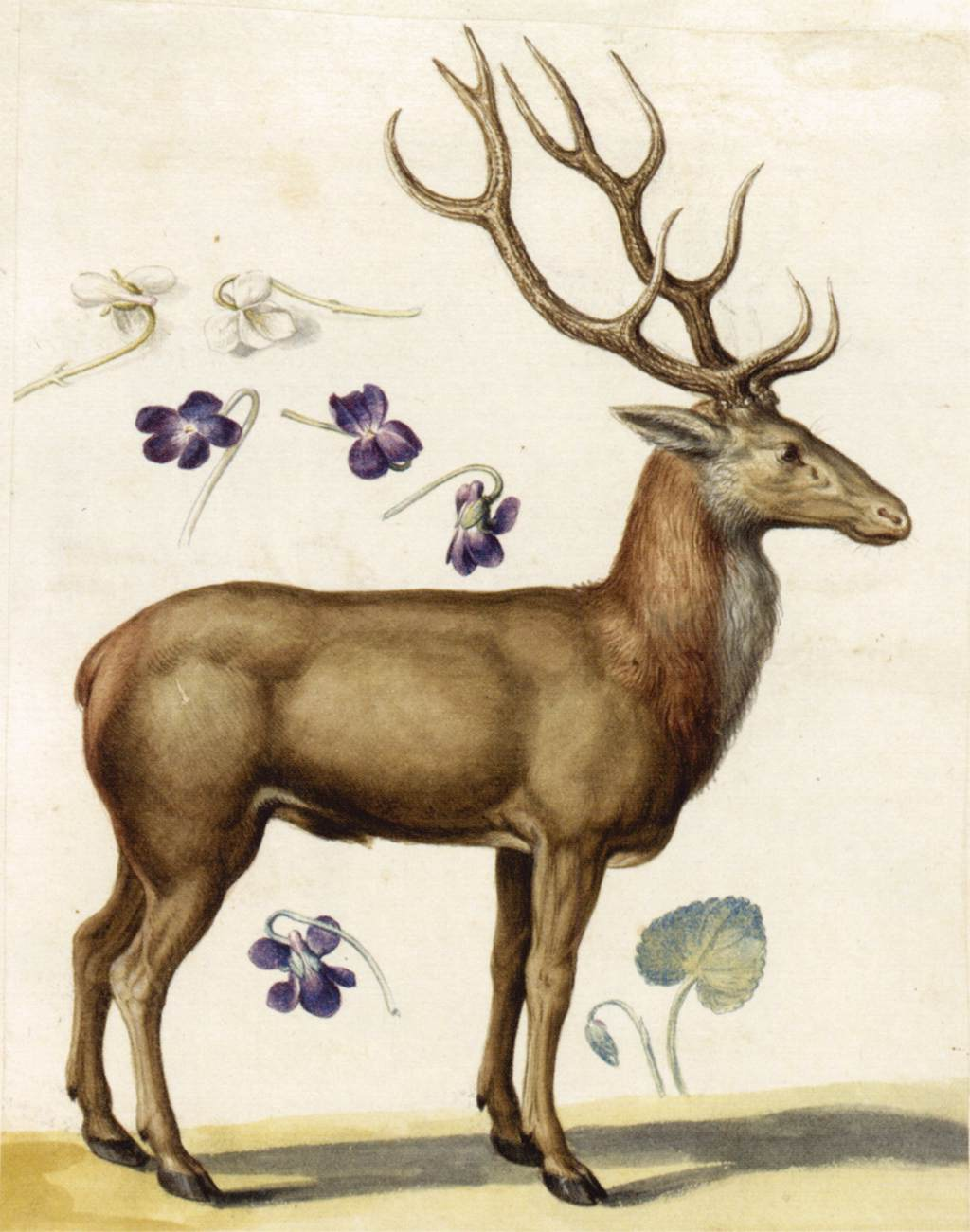
Вправи з малювання природи, друга половина XVI ст.
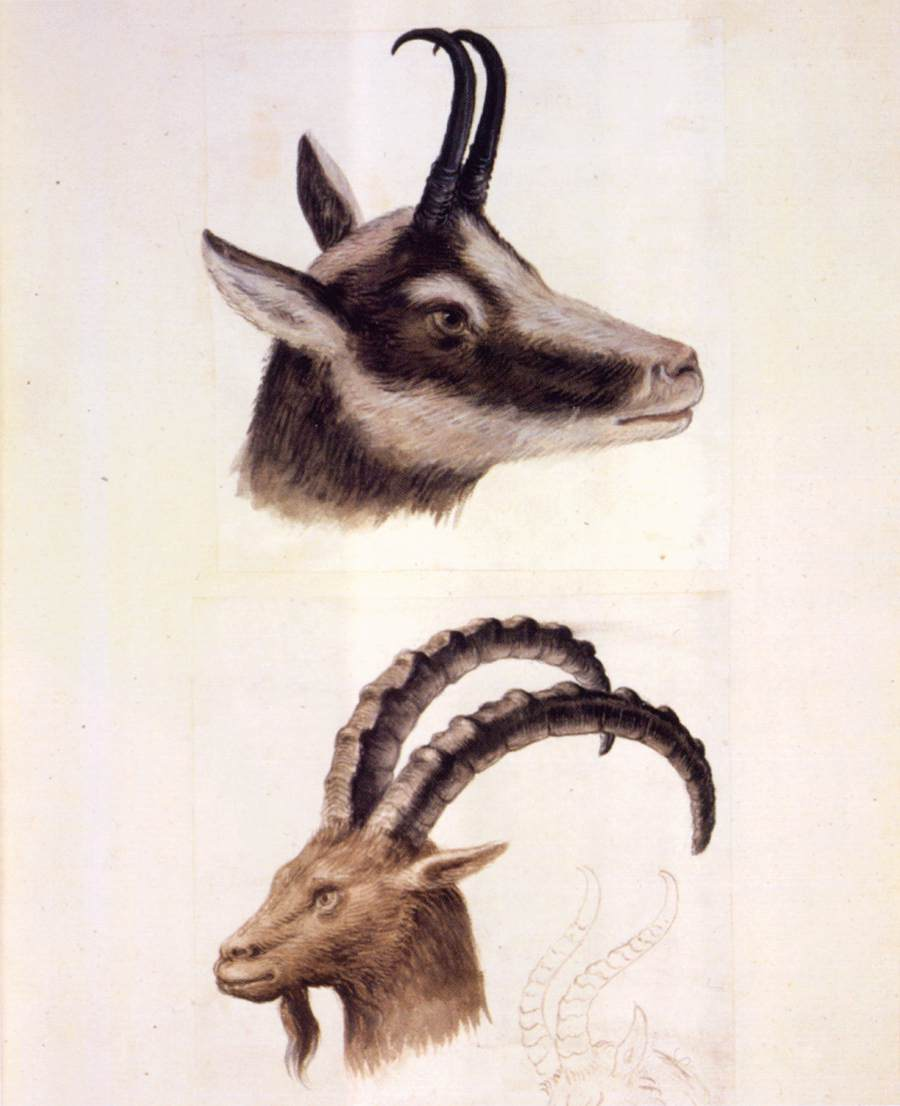
Вправи з малювання природи, друга половина XVI ст.